# Anurognaty
Anurognaty, Anurognathidae – rodzina małych pterozaurów żyjących podczas okresu jurajskiego, a także we wczesnej kredzie.
Ich ogon uległ uwstecznieniu, inaczej niż w standardowym wyobrażeniu członka swego podrzędu.
Dwa okazy  z tej rodziny posiadały 4 typy włóknistych piór.

## Rodzaje
- Anurognat
- Batrachognat
- Dendrorynchoid
- Jeholopter
- Cascocauda[2]